# 女子小学生はじめましたP!
『女子小学生はじめましたP!』（じょししょうがくせいはじめましたピー）は、牛乳のみおによる漫画。動画サイト『ニコニコ動画』のページ『ニコニコ静画』にて『女子小学生はじめました』の題名で2012年12月2日からWEB連載していたが、400万回ほど再生されるほどの人気が出たため、後に加筆修正され、本記事の題名で『ヤングアニマル』（白泉社）にて2014年12月から2019年18号まで連載された。
30歳の童貞であるサラリーマンの男が、ひょんなことから性転換・幼児化して女子小学生になり、あらゆる面でトラブルやハプニングに巻き込まれる展開が多く描写されている。また、女子小学生になったのを機に同年代の女友達とガールズトークじみた場面も盛り込まれている。後に発売された単行本には描き下ろしオリジナルストーリーが収録されている。また、サブタイトルは他の作品やセリフなどをパロディにしたものがある。
同誌にて連載されている『無邪気の楽園』の単行本8巻にて、本作とのコラボ漫画が掲載された。また、本作の単行本3巻巻末にて雨蘭によるコラボ漫画が掲載された。

## あらすじ
30歳・童貞のサラリーマンの男は、激務に追われて古路林公園のベンチで休息していたところ、そこで遊んでいた少女たちを眺めながら「もし女の子になったら冴えない今の自分の生活よりは楽しくやっていけるだろうな」と現実逃避してそんな願望を抱いていたのを前後して、突如、謎の妖精・コロコに女子小学生・夢川るるに変えられてしまう。目が覚めたときに見たその姿に歓喜し、そこから夢川るるとしての生活がはじまったのであった。

## 登場人物
声はドラマCDの声優。
夢川るる（ゆめかわ るる）
声 - 高橋李依
本作の主人公。ブラック企業に勤務する30歳の童貞である冴えないサラリーマンだったが、女の子になりたいという願望を抱いたのを前後してコロコにより上記の名前の小学5年生の女の子に変えられてしまう。また、コロコによると「女の子でいたいという夢力」がなければしだいにもとの男に戻ってしまう（男性器が生えてくる）。それを防ぐには美少女の穿いている脱ぎたてのパンツを頭に被り「コロリンコロリンロリコリロン」と唱えなければならない。少女になってからは海外で勤務する父と姉がいて母は既に亡くなっているという設定になっている。しかし、これらの設定には秘密があった。
「夢川るる」という女子小学生は作中でもともと実在していた。ある日本来の身体の持ち主である「るる」が、組織から追われているコロコを庇って交通事故に遭い死亡寸前となる。るるを助けるために無我夢中となったコロコがたまたま主人公を見つけ、その魂と、るるの身体がコロコの魔法によって融合体となったというのが事の真相であった。るる（主人公）はこのことを恨んでおらず、不遇な人生から救済されたことに感謝している。
コロコ
声 - 田中美海
犬のぬいぐるみの形をした妖精。主人公をるるにした張本人。ティアーズ（妖精の涙）という首の宝石から、夢力の供給を受けて動いている。謎の組織に追われているようす。
椎名りり（しいな りり）
声 - 鈴木愛奈
るる、ののの親友。釣り目、八重歯でツーサイドアップにしたショートヘアで気が強そうな感じの少女。
るるのことが好きでるるのパンツを欲しがったり、るるに内緒でるるの机に頬ずりしてはパンツを濡らしている。リコッタを恋のライバル視しており、心の中では「糞金髪（ファッキンパツ）」と呼んでいる。バストサイズはリコッタより0.1cm大きい（筈だったが、測定時にリコッタは乳首が勃っていたため負けてしまった）。また女子力が少ないことを気にしており、バストのサイズアップに励んだり、大人な下着を購入したりしている。リコッタと勝負をした際に校庭で下着姿になりそのままパンツをリコッタに譲ったことから露出癖が芽生えてしまい、以降たびたび下着を着用せずに登校したり、授業中にズボンやパンツを下ろしたりしてはあまりの興奮に息を荒くしており、どんどんエッチな癖がついてしまっていることに自信で困惑している。
木野道のの（このみち のの）
声 - 花守ゆみり
るる、りりの親友。垂れ目でサイドテールにしたショートヘアで気弱そうな感じの少女だが芯は強い。語尾に「なの」と付けるのが口癖。友達より深い関係に憧れている。りりとはお泊りの時などに互いに裸になって触りっこをしている。
成瀬リコッタ（なるせ りこった）
声 - 山岡ゆり
るるの小学校に転校してきた金髪の洋ロリ。
初対面のるるにキスをしたり、るるのパンツを欲しがったりと、大胆な一面がある。物語序盤のキーパーソン的な位置付けにある。初登場時のパンツはクマ柄。語尾にはデスを付ける。
その正体は主人公と同じ境遇の30歳処女。この姿になる前は眼鏡で三つ編みの地味な女性であった。当初からるるに恋心を抱いていたが、るるの中に男が宿っていると悟り許せなくなって主人公に敵対した。元の姿が巨乳であったため、主人公とは違い夢力が減ってくるとバストが膨らんでくる。主人公とるるの身体を賭けて戦いを挑むが敗れて逆に救われた。その後は憎まれ口を叩きつつも主人公の力になる働きをするが、隙あらばるるを裸にしようとしたり、ブルマ着用時のはみパン対策としてクラスの女生徒の多数をノーパンにしたりと元来の幼女好きの性格は相変わらずである。
穂乃（ほの 腐れビッチちゃん）
声 - 小倉唯
リコッタの家に仕える使用人（小学生メイド）。
リコッタに日々SMプレイで調教されているらしく、主人公（30歳童貞）にも引かれるほどのドMである。その調教の内容は小学5年生同士とは思えないほど非常に過激で、いつでもリコッタに調教してもらえるよう穂乃は日常的にバイブや電マなどの性具を所持しており、それらを使ってリコッタに責められるのを至上の悦びとしている。また、リコッタの姿と入れ替わった主人公とのやり取りでおしっこを漏らしてしまってからは、おもらしプレイが忘れられなくなり、朝からおしっこを我慢してリコッタにおもらしプレイを要求するもののさすがのリコッタ本人にもこれはドン引かれている。
百合川（ゆりちー）
るるのクラスメイトで保健委員。髪型は内巻のツインテール。
名前にもある通り、百合であるが、本人曰く「見る専」で自身が百合プレイに参加するのは苦手らしいが実際は我先に参加している節がある。既に自慰に目覚めており、プールの時間にエロい気持ちになったからと校舎のトイレでオナニーを行っている。尿検査の際は採尿用のコップを前から当てる派。健康診断の話では百合川が採尿のために女子トイレの個室内でおしっこをする様子が濃密に描かれており、実際に前からコップを当ててかなりエッチな表情でおしっこを出す姿を大ゴマで披露した。
名称不明
るるのクラスメイト。短めのおさげをシュシュで束ねた髪形。百合川と一緒のことが多いことから、仲が良いと思われる。
作中にまだ名前が出てこず、作者も「モブ」と呼んでいるがお気に入りのキャラらしく登場頻度は多め。尿検査の際は採尿用のコップを後ろから当てる派でありそのことで百合川と揉めていた。リコッタの暗躍によるブルマ着用時のはみパン対策として学校のグラウンドでパンツを下ろしてもらっていた生徒のうちの一人。下半身が冷えて用を足したくなる女生徒が続出したため尿意を我慢できなくなってしまい、やむを得ず学校の校庭で下半身裸になりペットボトルにおしっこをすることになる。このシーンではリコッタに後ろから尿道口を拡げてペットボトルを当てがってもらい、恥ずかしさに悶え喘ぎながら我慢していたおしっこを勢いよくペットボトルの中に出す姿を真下のアングルから披露し、かなり過激なシーンとなった。

## 書誌情報
- 牛乳のみお『女子小学生はじめましたP!』白泉社〈ジェッツコミックス・ヤングアニマルコミックス[4]〉、全10巻
  1. 2014年12月5日初版発行（2014年11月28日発売）、ISBN 978-4-592-14171-6
  2. 2015年6月5日初版発行（2015年5月29日発売）、ISBN 978-4-592-14172-3
  3. 2015年11月5日初版発行（2015年10月29日発売）、ISBN 978-4-592-14173-0
  4. 2016年8月5日初版発行（2016年7月29日発売）、ISBN 978-4-592-14174-7
    - 公式アンソロジー別冊つき初回限定版、ISBN 978-4-592-81017-9

  5. 2016年12月26日発売、ISBN 978-4-592-14175-4
    - ドラマCDつき初回限定版、ISBN 978-4-592-10569-5

  6. 2017年5月29日発売、ISBN 978-4-592-14866-1
    - ドラマCDつき初回限定版、ISBN 978-4-592-10577-0

  7. 2018年1月29日発売、ISBN 978-4-592-14867-8
  8. 2018年9月28日発売、ISBN 978-4-592-14868-5
  9. 2019年6月28日発売、ISBN 978-4-592-14869-2
  10. 2019年12月26日発売、ISBN 978-4-592-14899-9

## ゲーム
RPGアツマールで美少女パンツあつめを目的としたブラウザゲームが2018年9月28日から無料配信している。